# Widerøe
Widerøe — норвежская региональная авиакомпания, крупнейшая региональная авиакомпания стран Северной Европы. Была основана в 1934 году норвежским авиатором Вигго Видерое, и в первые годы своего существования занималась различными видами деятельности в авиации общего назначения. В 1936 году авиакомпания Widerøe начала выполнение регулярных рейсов на гидросамолётах, а с 1940 года — санитарные полёты. В 1940—1950-х годах авиакомпания расширила маршрутную сеть и ввела в свой парк самолётов De Havilland Canada DHC-3 Otter и Noorduyn Norseman. С 1968 года Widerøe начала выполнение рейсов в аэропорты северной и западной Норвегии на самолетах DHC-6 Twin Otter, а позже также на самолетах Dash 7. В 1989 году Widerøe купила авиакомпанию Norsk Air и начала полёты из Сандефьорда. В 1990-х годах компания полностью вытеснила из своего парка самолёты других типов типом Dash 8. В 2000-х годах Widerøe была куплена SAS и заменила собой закрытую SAS Commuter. В 2010 году Widerøe начала выполнение региональных рейсов SAS в западной Норвегии. В 2013 году SAS Group продала 80 % акций инвестиционной компании WF Holding, контролируемой Torghatten ASA, а в июне 2016 года — оставшиеся 20 %. Несмотря на то, что SAS больше не владеет Widerøe, между авиакомпаниями сохраняется сотрудничество на региональных рейсах.
Головной офис компании находятся в Будё, также действует представительство в Осло. Основными хабами авиакомпании являются аэропорты Саннефьорд-Торп, Будё, Тромсё, Берген и Осло. Авиакомпания в основном обслуживает среднемагистральные и международные авиалинии. В 1992 году Widerøe и SAS основали бонусную программу EuroBonus.

## История

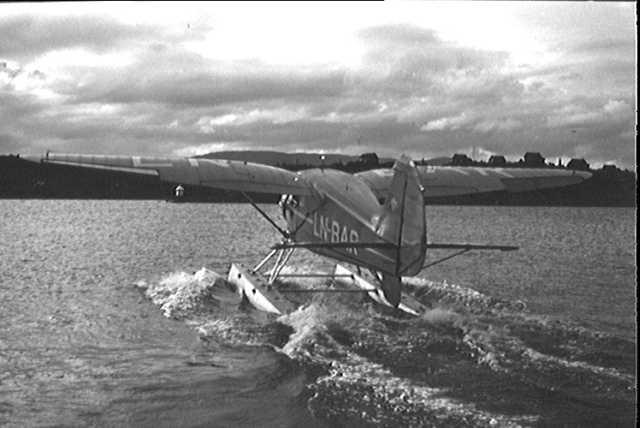
Гидросамолёт Widerøe (июнь 1936)

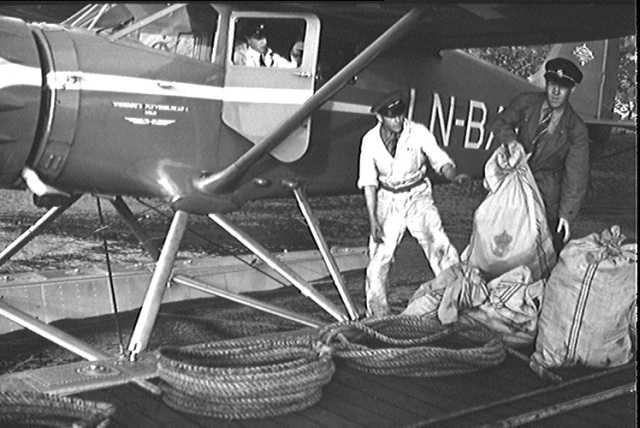
Загрузка почты на борт самолёта Widerøe (июль 1936)

19 февраля 1934 года была основана авиакомпания Widerøe Flyveselskap A/S. Основателями стали Вигго Видеоре, Эйнар Исдал и Арильд Видерое. 
Widerøe была создана на базе двух авиакомпаний малой авиации — Lotsberg & Skappel и Widerøe & Bjørneby, основанная Вигго Видерое и Халвором Бьернеби. Зимой авиакомпания размещала свои самолёты на горнолыжных курортах и получала доход от перевозок лыжников. 
Были введены рекламные полёты. Самолёты, окрашенные в специальную ливрею сбрасывали листовки с рекламой авиакомпании с воздуха.
В 1935 году компания начала заниматься картографией. В 1937 году Widerøe по заказу Ларса Кристенсена совершила 44 рейса вдоль побережья Антарктиды, преодолев 4 000 километров в целях картографии.
После начала Второй мировой войны все пилоты были призваны в армию, а на гражданскую авиацию был наложен запрет. В 1940 году компания начала полёты санитарной авиации для военных. После немецкого вторжения в Норвегию многие пилоты и самолеты Widerøe были доставлены в Мьесу. Все гражданские самолеты не совершали полёты во время оккупации, немецкие власти потребовали, чтобы пропеллеры самолётов были сняты. В тайне компания также начала строительство санитарного самолёта Hønningstad C-5 Polar.
После освобождения Норвегии в 1945 году запрет на полёты всё ещё действовал. Компания получила разрешение на возобновление полётов 2 февраля 1946 года. В 1947 году компания Forenede Industrier купила бо́льшую часть компании. Вигго Видерое стал генеральным директором компании.
В 1948 году компания объединилась с компанией Polarfly и сменила название Widerøe's Flyveselskap & Polarfly A/S. В следующем году компания начала выполнение аэрофотосъёмок. В 1953 году компания начала производство спасательных плотов, контейнеро и термоэлементов. В 1954 году компания получила субподряд от Scandinavian Airlines System на выполнение маршрута из Тромсе в Вадсё через Алту, Хаммерфест и Киркенес. Для этого маршрута компания купила De Havilland Canada DHC-3 Otter. 1 июля 1958 года компания сменила свое название обратно на Widerøe's Flyveselskap A/S.
В 1969 году Пер Бергсланд стал генеральным директором компании. В 1970 году компания была разделена надвое: подразделение аэрофотосъемки было продано Fjellanger, и была создана новая компания Fjellanger Widerøe. Регулярные перевозки продолжила выполнять Widerøe. Последний гидросамолёт авиакомпании был выведен из эксплуатации в 1971 году. В апреле 1980 года Widerøe начала выполнение международных рейсов под брендом SAS.

## Флот

### Описание

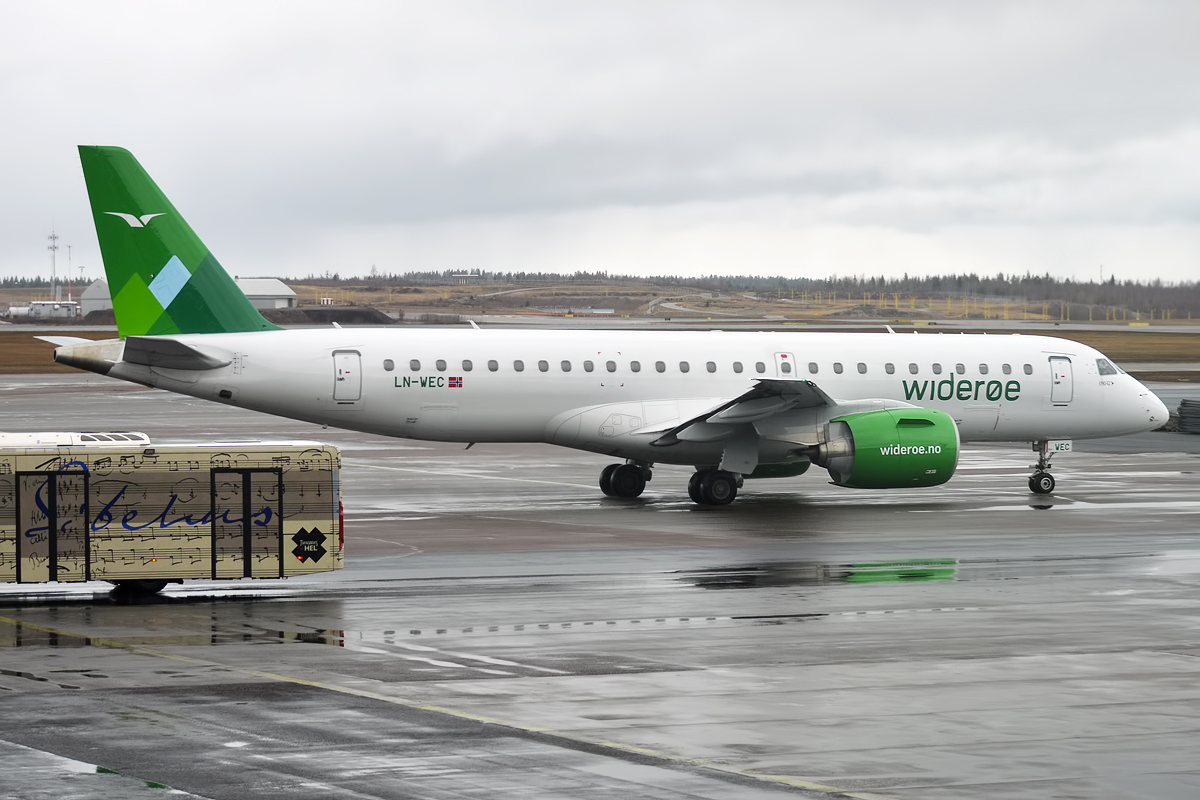
Embraer 190-E2 авиакомпании Widerøe (март 2019)

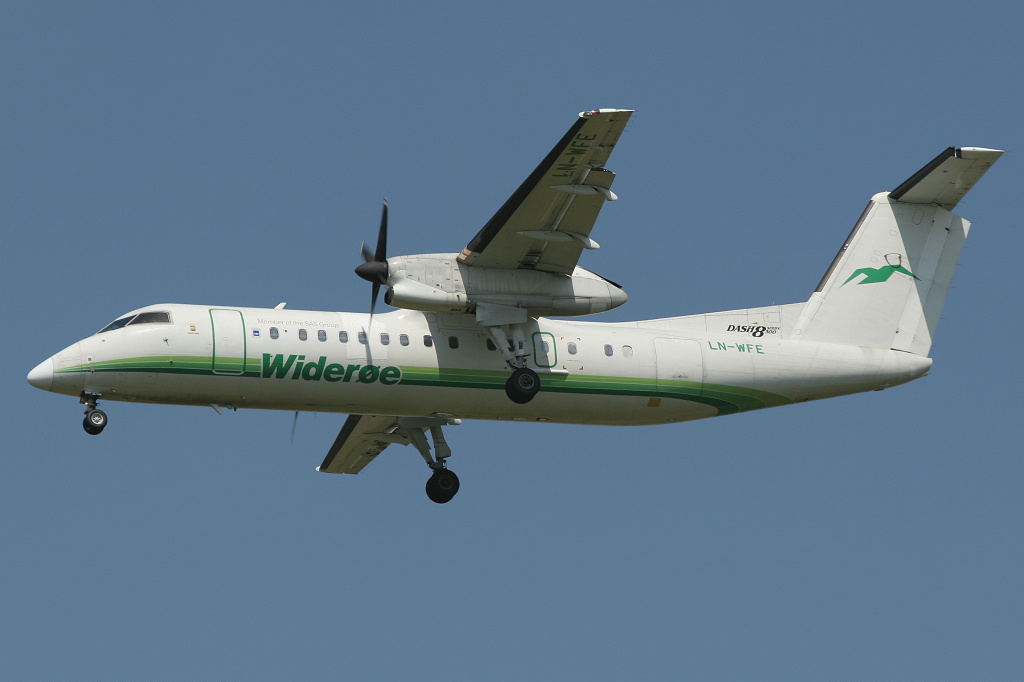
DHC-8-300 авиакомпании Widerøe (июнь 2006)

В период с 2000 по 2018 год авиакомпания эксплуатировала исключительно самолёты De Havilland Canada/Bombardier Dash 8. По состоянию на 2018 год Widerøe была крупнейшим в мире оператором Dash 8-100. По состоянию на 2013 год Widerøe являлась первой и единственной авиакомпанией в мире, которая эксплуатирует все варианты Dash 8 одновременно, и является одной из немногих авиакомпаний, которые когда-либо эксплуатировали все варианты Dash 8, а также старые DHC-6 Twin Otter и Dash 7. В январе 2017 года Widerøe объявила, что подписала контракт с Embraer на 15 новых самолётов Embraer E2-E190, трёх самолётов Embraer E190-E2 и права на покупку еще 12 самолётов семейства Embraer E2. Авиакомпания стала первым эксплуатантом самолётов типа Embraer E190-E2. Embraer E190-E2 стал первым реактивным самолётом Widerøe.
В апреле 2018 года Wideroe получила свой первый Embraer E190-E2. Он был доставлен Widerøe компанией Embraer на большой церемонии с участием сотрудников Embraer и Widerøe, а также СМИ. Embraer 190-E2 совершил свой первый рейс 24 апреля 2018 года.
Widerøe планирует вывести часть Dash 8 из своего парка к 2030 году.

### Нынешний флот
По состоянию на февраль 2022 года флот Widerøe состоит из следующих самолётов:
| Производитель       | Тип                            | Эксплуатируется | Заказано | Вместимость (пассажиров) | Примечания         |
| ------------------- | ------------------------------ | --------------- | -------- | ------------------------ | ------------------ |
| De Havilland Canada | De Havilland Canada Dash 8-100 | 23              | —        | 39                       |                    |
| De Havilland Canada | De Havilland Canada Dash 8-200 | 3               | —        | 39                       |                    |
| De Havilland Canada | De Havilland Canada Dash 8-300 | 4               | —        | 50                       |                    |
| De Havilland Canada | De Havilland Canada Dash 8-400 | 10              | —        | 78                       |                    |
| Embraer             | Embraer E190-E2                | 3               | —        | 110                      | Первый эксплуатант |
| Всего               | Всего                          | 43              | 0        |                          |                    |

### Бывший флот
| Производитель              | Тип                        | Количество | Введён в эксплуатацию | Выведен из эксплуатации | Вместимость (пассажиров) | Источник |
| -------------------------- | -------------------------- | ---------- | --------------------- | ----------------------- | ------------------------ | -------- |
| Simmonds                   | Simmonds Spartan           | 1          | 1934                  | 1934                    | 2—3                      | [ 16 ]   |
| De Havilland               | De Havilland DH.60 M Moth  | 7          | 1934                  | 1937                    | 2                        | [ 17 ]   |
| Waco                       | Waco Standard Cabin series | 2          | 1934                  | 1937                    | 5                        | [ 18 ]   |
| Hol's Der Taufel           | Hol's Der Taufel           | 2          | 1934                  | 1937                    | 1                        | [ 19 ]   |
| Waco                       | RNF                        | 3          | 1935                  | 1946                    | 3                        | [ 20 ]   |
| Bellanca                   | Bellanca 31                | 1          | 1936                  | 1940                    | 8                        | [ 21 ]   |
| Stinson Aircraft Company   | SR.8/SR.9 Reliant          | 4          | 1936                  | 1939                    | 5                        | [ 22 ]   |
| Junkers                    | W 34                       | 1          | 1936                  | 1939                    | 8                        | [ 23 ]   |
| Klemm                      | Klemm Kl 25d VII R         | 1          | 1936                  | 1940                    | 2                        | [ 24 ]   |
| Taylorcraft                | Taylor J-2 Cub             | 3          | 1937                  | 1940                    | 2                        | [ 25 ]   |
| Norsk Flyindustri          | Hønningstad Norge A        | 1          | 1938                  | 1940                    | 2                        | [ 26 ]   |
| Klemm                      | Klemm Kl 35                | 1          | 1938                  | 1940                    | 2                        | [ 27 ]   |
| Götaverken                 | GV-38                      | 1          | 1940                  | 1940                    | 2                        | [ 28 ]   |
| Taylorcraft                | Taylorcraft A              | 1          | 1940                  | 1940                    | 2                        | [ 25 ]   |
| Piper                      | J-A Cub Coupe              | 3          | 1940                  | 1955                    | 2                        | [ 29 ]   |
| Luscombe                   | Luscombe 8E Silvaire       | 4          | 1946                  | 1955                    | 2                        | [ 30 ]   |
| Messerschmitt              | Bf 108 Taifun              | 2          | 1946                  | 1954                    | 4                        | [ 31 ]   |
| Fairchild                  | Fairchild F-25 R Argus     | 4          | 1946                  | 1954                    | 4                        | [ 30 ]   |
| Fairchild                  | Fairchild M-62A Cornell    | 5          | 1946                  | 1958                    | 2                        | [ 31 ]   |
| Norsk Flyindustri          | Hønningstad Norge B        | 1          | 1946                  | 1948                    | 2—3                      | [ 31 ]   |
| Skandinavisk Aero Industri | SAI KZ III                 | 2          | 1946                  | 1953                    | 2                        | [ 32 ]   |
| Piper                      | Piper L-4 Cub              | 4          | 1947                  | 1960                    | 2                        | [ 30 ]   |
| Avro                       | Avro Anson V               | 1          | 1947                  | 1951                    | 10                       | [ 33 ]   |
| Skandinavisk Aero Industri | SAI VII Lærke              | 1          | 1947                  | 1948                    | 4                        | [ 34 ]   |
| Norsk Flyindustri          | Hønningstad C-5 Polar      | 1          | 1948                  | 1955                    |                          | [ 35 ]   |
| Noorduyn                   | UC-64A Norseman            | 16         | 1949                  | 1960                    | 8                        | [ 36 ]   |
| Republic Aviation          | Republic R-3 Seabee        | 5          | 1949                  | 1959                    |                          | [ 37 ]   |
| Fairchild Aircraft         | F24W Argus                 | 1          | 1949                  | 1952                    | 4                        | [ 38 ]   |
| Airspeed                   | AS.40 Oxford               | 3          | 1951                  | 1956                    | 3                        | [ 36 ]   |
| Lockheed                   | Lockheed 12                | 2          | 1956                  | 1963                    | 3                        | [ 39 ]   |
| Junkers                    | Junkers Ju 52              | 1          | 1956                  | 1956                    | 20                       | [ 40 ]   |
| Cessna                     | Cessna 170                 | 2          | 1952                  | 1957                    | 4                        | [ 37 ]   |
| De Havilland Canada        | DHC-2 Beaver               | 1          | 1953                  | 1955                    | 6                        | [ 37 ]   |
| De Havilland Canada        | DHC-3 Otter                | 7          | 1954                  | 1971                    | 13                       | [ 41 ]   |
| Douglas                    | Douglas RB-26C Invader     | 1          | 1958                  | 1963                    | 4                        | [ 42 ]   |
| Cessna                     | Cessna 180                 | 1          | 1959                  | 1964                    | 4                        | [ 43 ]   |
| Cessna                     | Cessna 310                 | 1          | 1961                  | 1961                    | 5                        | [ 44 ]   |
| Norsk Flyindustri          | Hønningstad Norge C        | 1          | 1960                  | 1963                    | 4                        | [ 45 ]   |
| Douglas                    | Douglas DC-3               | 4          | 1962                  | 1965                    | 26                       | [ 46 ]   |
| Nord                       | Nord 262 Super Broussard   | 3          | 1962                  | 1964                    | 25                       | [ 47 ]   |
| Cessna                     | Cessna 320                 | 1          | 1963                  | 1968                    | 6                        | [ 48 ]   |
| Cessna                     | Cessna 185                 | 2          | 1963                  | 1968                    | 6                        | [ 48 ]   |
| Cessna                     | Cessna TU206               | 1          | 1967                  |                         |                          | [ 49 ]   |
| Cessna                     | Cessna 411A                | 4          | 1968                  | 1971                    | 8                        | [ 49 ]   |
| De Havilland Canada        | DHC-6 Twin Otter           | 18         | 1968                  | 2000                    | 22                       | [ 50 ]   |
| Cessna                     | Cessna 337D                | 1          | 1969                  | 1971                    | 6                        | [ 51 ]   |
| Cessna                     | Cessna 421                 | 1          | 1970                  | 1970                    | 6                        | [ 51 ]   |
| Sikorsky                   | Sikorsky H-34              | 4          | 1973                  | 1982                    | 15—16                    | [ 52 ]   |
| De Havilland Canada        | Dash 7                     | 8          | 1981                  | 1996                    | 52                       | [ 53 ]   |
| Bell                       | Bell 212                   | 2          | 1982                  | 1982                    | 15                       | [ 54 ]   |
| Embraer                    | EMB 120 Brasilia           | 3          | 1992                  | 1998                    | 30                       | [ 55 ]   |
| Fokker                     | Fokker 50                  | 1          | 1992                  | 1993                    | 50                       | [ 56 ]   |

## Авиационные происшествия и катастрофы
- 5 марта 1964 года самолёт Douglas DC-3 авиакомпании Widerøe загорелся перед взлётом в аэропорту Осло. Все 18 пассажиров выжили, но самолёт был списан[57].
- 28 марта 1968 года гидросамолет Widerøe потерпел крушение в Россфьордстраумене. Никто не погиб, самолёт был списан[58].
- 11 марта 1982 года самолёт De Havilland Canada DHC-6 Twin Otter под регистрационным номером LN-BNK, потерпел крушение[англ.] в Баренцевом море близ Гамвика. Следователи пришли к выводу, что катастрофа произошла в результате разрушения конструкции хвостовой части самолета, вызванного сильной турбулентностью. Однако вокруг этого заключения возникли разногласия, поскольку были выдвинуты утверждения о том, что самолёт столкнулся с истребителем Harrier Jump Jet британских королевских ВВС, летевшим за пределами назначенного района операций во время учений НАТО[59].
- 6 мая 1988 года самолёт De Havilland Canada Dash 7 Series 102, потерпел крушение[англ.] близ Брённёйсунна, в результате чего погибли все 36 пассажиров на борту, что сделало эту катастрофу самой смертоносной в истории аварии Dash 7. Самолёт заходил на посадку в аэропорту Намсос и столкнулся с горой Тургхаттен[60].
- 12 апреля 1990 года самолёт De Havilland Canada DHC-6 Twin Otter авиакомпании Widerøe рухнул в море через минуту после взлета из аэропорта Верей, в результате чего погибли 5 человек. Причиной катастрофы были названы порывы ветра во время взлёта, которые превысили конструктивные ограничения самолёта и привели к поломке руля направления, сделав самолёт неуправляемым. Аэропорт после катастрофы был закрыт[61][62].
- 27 октября 1993 года самолёт De Havilland Canada DHC-6-300 Twin Otter, потерпел крушение[англ.] при заходе на посадку в аэропорту Намсос, погибли экипаж и 4 пассажира. Самолёт врезался в горный хребет в 6 км от аэропорта[63][64].
- 14 июня 2001 года одно из шасси Dash 8-100 развалилось при посадке в аэропорту Ботсфьорд, что привело к существенному повреждению самолёта. Трое членов экипажа и 24 пассажира, находившиеся на борту, не пострадали. Самолет был списан[65][66].
- 1 мая 2005 года самолёт Dash 8-100 совершил жёсткую посадку в аэропорту Хаммерфест. Непосредственно перед посадкой произошёл сдвиг ветра. Увеличение скорости снижения было компенсировано, но оказалось недостаточным, и самолёт приземлился на правую основную стойку шасси. Самолёт был списан, а Widerøe подверглась критике за то, что разрешала посадки при сильном ветре[67][68]. Норвежское управление гражданской авиации[англ.] ввело в аэропорту более строгие правила посадки при сильном ветре[68].
- 15 сентября 2010 года самолёт Dash 8-100 совершил аварийную посадку в аэропорту Санднесьен, Стокка. Перед посадкой самолёт попал под сильный порыв ветра, и при посадке разрушилось правое шасси. На борту находилось 39 пассажиров и 4 члена экипажа, все они были благополучно эвакуированы[69].
- 7 декабря 2017 года Dash 8-100 врезался в тягач во время шторма в аэропорту Будё. Сразу после посадки самолёт запросил буксировщик, чтобы отбуксировать их к выходу из-за сильного ветра и скользкой поверхности. Тягач подхватило ветром, и он ударился об пропеллер. Никто не пострадал[70].